# De Dijken (Schagen)
De Dijken is een industrieterrein in de gemeente Schagen, in de Nederlandse provincie Noord-Holland. Het ligt aan de uiterste oostkant van Kalverdijk, dat nu een deel van Tuitjenhorn is.